# Grünsfeld
Grünsfeld (pronunciación en alemán: /ˈɡʁyːnsfɛlt/ⓘ) es una ciudad situada en el distrito de Meno-Tauber, en Baden-Wurtemberg, Alemania. Tiene una población estimada, a fines de septiembre de 2022, de 3740 habitantes.
La ciudad consta de los siguientes barrios (en alemán, ortsteile): Grünsfeld-Hausen, Krensheim, Kützbrunn, Paimar y Zimmern.